# フィエーラ・ディ・プリミエーロ
フィエーラ・ディ・プリミエーロ（イタリア語: Fiera di Primiero）は、イタリア共和国トレンティーノ＝アルト・アディジェ州トレント県にある町。プリミエーロ・サン・マルティーノ・ディ・カストロッツァの分離集落（フラツィオーネ）であり、同自治体の中心集落である。
15世紀、鉱山地帯として栄えたプリミエーロ地方 (it:Primiero) に、チロル地方から移住した人々が建設した市場町が起源で、プリミエーロ地方の行政・経済の中心地として栄えた歴史を有する。2016年1月1日に近隣のシロール、トナディーコ、トランサックアと合併し、新自治体の一部となった。

## 名称
フィエーラ（Fiera）はイタリア語で「市場」を意味する語で（英語の fair に相当）、Fiera di Primiero は、「プリミエーロの市場町」という意味となる。オーストリア領時代は Markt Primör と呼ばれたが、これも同様の意味である（Primör は Primiero のドイツ語名称）。
地元方言 (it:Dialetto primierotto) では、この町は la Fiera と呼ばれる。

## 地理

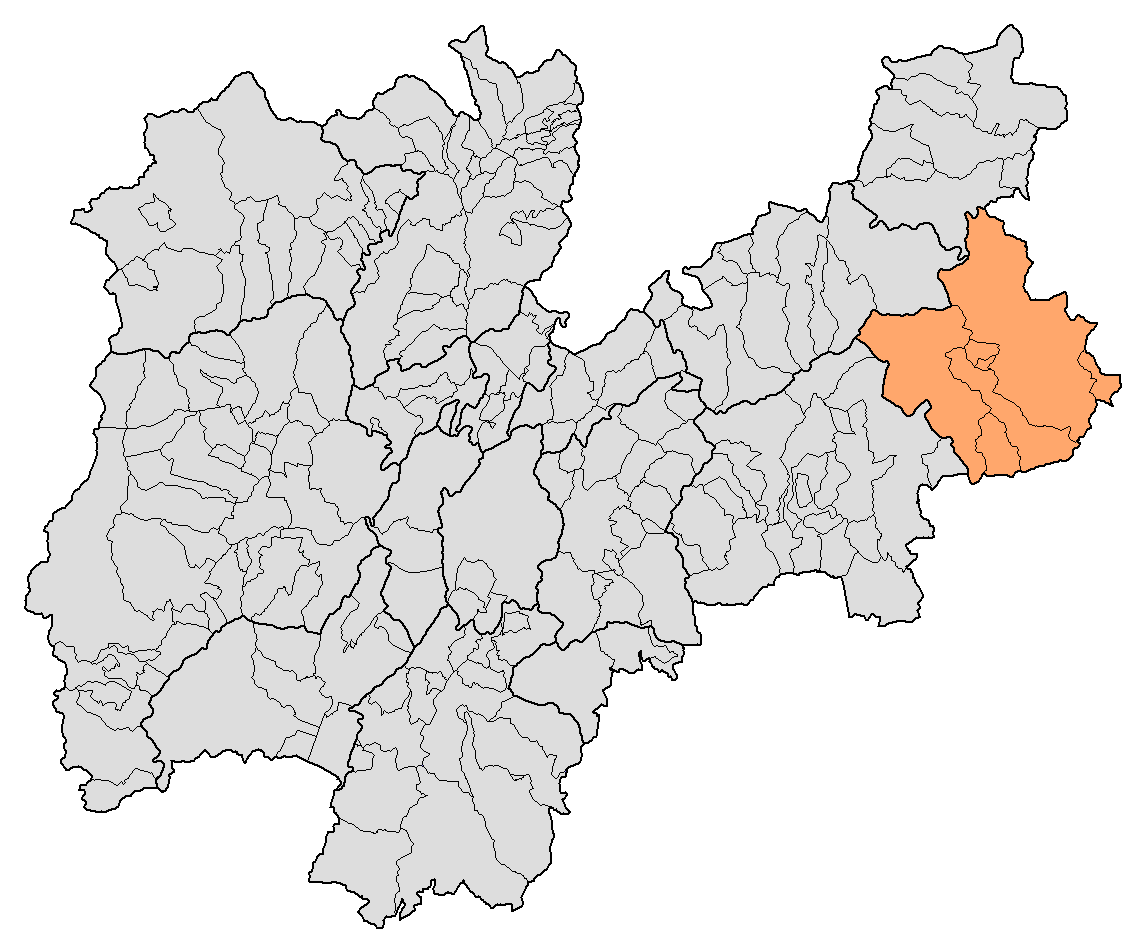
トレント県におけるプリミエーロ地方（広域自治体 Comunità di Primiero の領域）

### 位置・広がり
トレント県北東部、ヴァッレ・ディ・プリミエーロ（プリミエーロ谷）に所在する集落。フェルトレの北北西約18km、プレダッツォの南東約23km、ベッルーノの西約30km、州都・県都トレントの東北東約56kmに位置する。
フィエーラの街は、プリミエーロ地方のほぼ中央部にある。北から南に流れるチズモン川 (it:Cismon) （ブレンタ川支流）に、左岸（東側）からカナーリ川（Canali）が合流する地点の右岸（西岸）側に町が所在しており、チズモン川を挟んで北東にトナディーコ（約1km）、南西にトランサックア（約1km）の集落がある。また、チズモン川沿いには上流（北）にシロール（約1km）、下流（南西）にメッツァーノ（約3km）の集落があり、国道で結ばれている。
かつてのフィエーラ・ディ・プリミエーロのコムーネ領域は 0.15 km2 と狭小で、「イタリアで最も小さなコムーネ」とされていた（後述）。フィエーラ・ディ・プリミエーロの領域はチズモン川右岸に沿って南北に長い長方形状をしており、北東部でトナディーコのコムーネ領域と接するほかは、トランサックアに三方を囲まれている。

#### 「イタリアで最も小さなコムーネ」
フィエーラ・ディ・プリミエーロのコムーネ面積は 0.15 km2 であり、2001年の国勢調査の際のデータによればイタリアで最も小さなコムーネであった。2011年の国勢調査の際のデータでもフィエーラ・ディ・プリミエーロの面積は変わらないが、2番目に小さなコムーネとされていたアトラーニ（サレルノ県）の面積が 0.20 km2 から 0.12 km2 に改められたため、フィエーラ・ディ・プリミエーロはイタリアで2番目に小さなコムーネとなった（it:Ultimi 100 comuni italiani per superficie も参照）。
なお、ほかに面積が 1 km2 に満たないコムーネには、ミアリアーノ（0.67 km2、ビエッラ県）がある。

## 歴史

### 中世

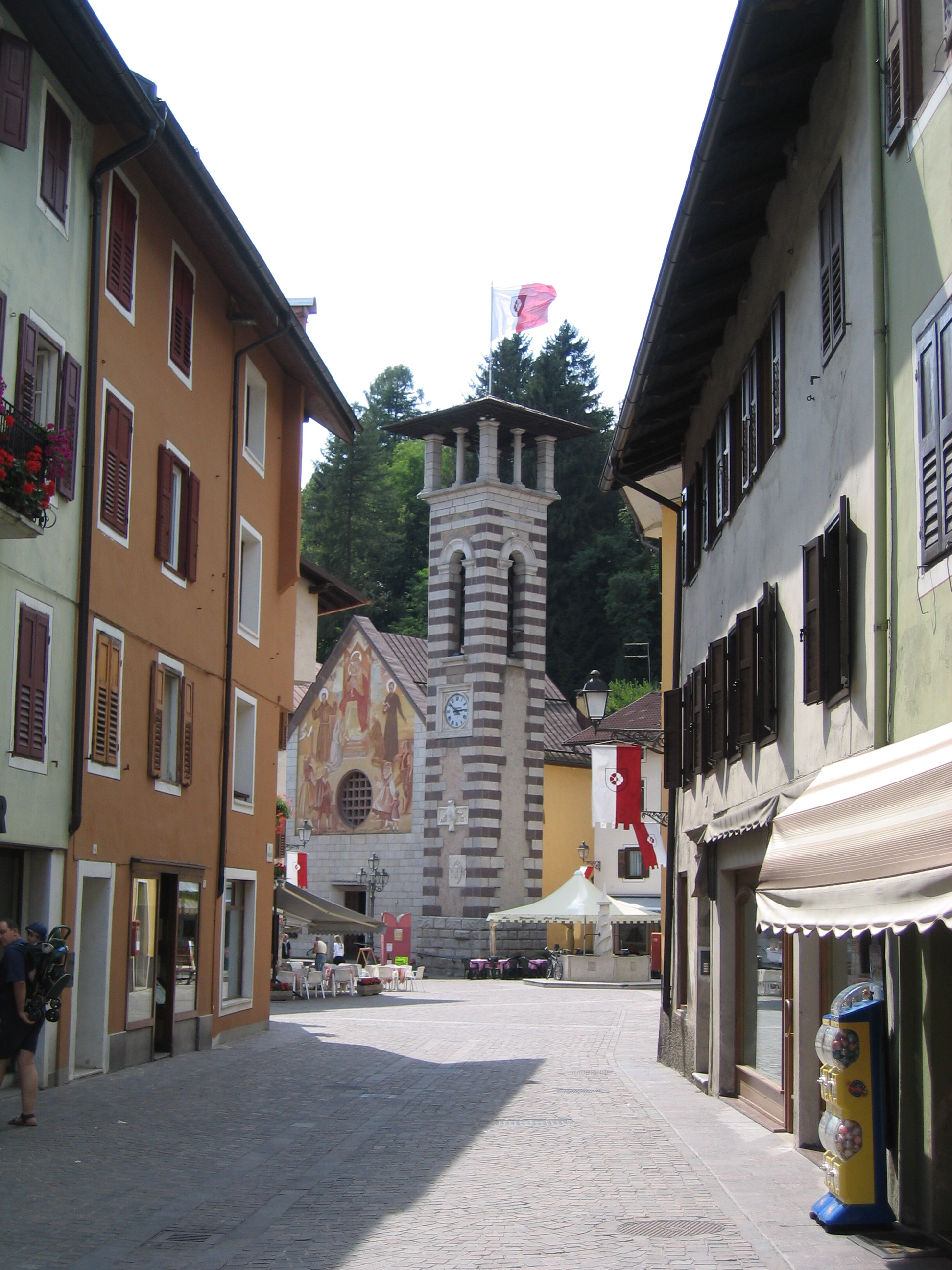
町の中央部、バッティスティ広場 (Piazza C. Battisti) にある「救援の聖母教会」(la Chiesa della Madonna dell'Aiuto)。ガリバルディ通り (Via G. Garibaldi) から。

フィエーラの町が記録に現れるのは、15世紀のことである。当時、この地方はオーストリア（ハプスブルク君主国）の一部であった。1401年以後は、ヴェルスペルク家 (it:Welsperg) の領地となっていた。
プリミエーロ地方がハプスブルク家の支配下に入ったのは14世紀後半である。以後、銅・銀・鉄といった鉱山資源に恵まれていたこの地方は目覚しい発展を遂げ、人口も急増した。15世紀、ティロル地方からプリミエーロに働きに来た canopi (Bergknappen) と呼ばれる鉱夫たちは、カナーリ川とチズモン川の合流点に新しい村を建設した。この村は、交易のための鉱物の集散地、また取引のための市場となった。
この村は地理的・戦略的にすぐれた立地にあったため、まもなくこの谷筋に以前からあったほかの村（たとえばトナディーコ）をしのぎ、ヴァッレ・デル・プリミエーロの首邑としての位置を占めるようになった。貴族や公証人たちも、商売や仕事のために移り住み、この地の領主であったヴェルスペルク家も館を構えた。鉱山判事 (de:Bergrichter) が執務する鉱山行政の中心地も置かれ、壮大なゴシック様式の聖母被昇天教会が建設された。フィエーラは「町」（Borgata）に位置付けられ、住民の長も borgomastro という称号で呼ばれた。この町の住民の大部分は周辺の農村地区の住民からすれば「外国人」であり、言語・文化も異なっていたし、また法的な扱いも異なっていた。
鉱山業が衰退した以降も、この町は地方の商業と行政の中心としての位置を占め続けた。18世紀の終わりまでこの谷筋には特筆すべき事件も起こらなかった。

### 近代・現代

#### 19世紀から第一次世界大戦まで
19世紀初頭、フランス帝国のナポレオン・ボナパルトはティロルを征服した。1807年、プリミエーロはティロルの他の地域とともに、フランスの同盟国であるバイエルン王国に割譲された。しかし、1809年3月にヴァル・ディ・フィエンメで発生した反ナポレオン蜂起はティロル全域に波及 (it:Insorgenza tirolese) 。プリミエーロでも、フィエーラの町長アンジェロ・ミケーレ・ネグレッリ（Angelo Michele Negrelli）らが先頭に立って反乱を組織した。この際、アンジェロ・ミケーレの娘で18歳のジュゼッピーナ・ネグレッリは男装して狙撃兵として活躍したという。
この反乱を受けてバイエルンは当地の支配を断念、ナポレオンのイタリア王国の領土に編入され、ピアーヴェ県 (it:Dipartimento della Piave) の一部となった。

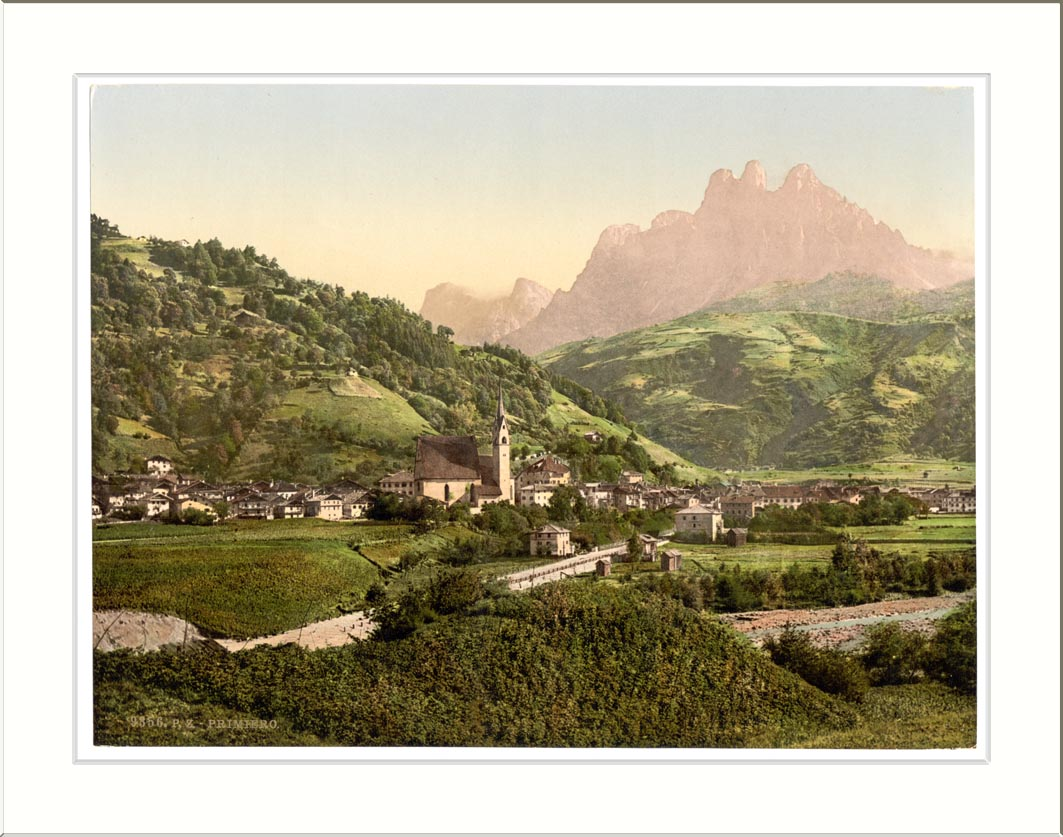
オーストリア領時代の絵はがき。中央に聖母被昇天教会。

ウィーン会議後、プリミエーロは再びオーストリア帝国領に戻った。この町出身のアロイス（ルイジ）・ネグレッリ（ジュゼッピーナの弟）は、土木技術者としてオーストリア帝国各地で鉄道・道路・橋梁・運河の設計に当たった人物であり、スエズ運河を設計したことで知られる。
19世紀の終わりまでに、鉄鉱山も閉鎖され、谷からは多くの住民が流出した。1882年には水害に見舞われ、また1902年には町の人口が集中していた Rivetta 地区（町の中央部から聖母被昇天教会に至る一帯）で大規模な火災が発生した。
一方で20世紀初頭に、プリミエーロ地方は観光業に活路を見出すことになる。フィエーラは、サン・マルティーノ・ディ・カストロッツァとともに、この地方で最も早くホテルが営業を開始した土地である。
第一次世界大戦では、この町も軍事作戦の影響を受けた。

#### イタリアによる統治
第一次世界大戦後、サン・ジェルマン条約によってイタリア王国はこの地域を編入した。
1927年に自治体統合が行われ、フィエーラ・ディ・プリミエーロはコムーネとしては廃止された。サグロン・ミス、シロール、トナディーコ、トランサックアと合わせて新たに編成されたコムーネ「プリミエーロ」（Comune di Primiero）は、フィエーラに行政庁舎を置いた。
第二次世界大戦後の1947年、旧コムーネの復元措置が取られ、フィエーラ・ディ・プリミエーロのコムーネも再設置される。1966年にヴァッレ・デル・プリミエーロ一帯を襲った洪水は、この町にも大きな被害をもたらした。
2016年、シロール、トナディーコ、トランサックアとの自治体統合が行われ、新コムーネ「プリミエーロ・サン・マルティーノ・ディ・カストロッツァ」が発足した。フィエーラは新コムーネの行政中心地となっている。

## 行政

### Comunità di valle
トレント自治県が設置した広域行政組織 Comunità di valle のひとつ「プリミエーロ」 (it:Comunità di Primiero)  （事務所所在地: トナディーコ）を構成するコムーネの一つである。

## 文化・観光・施設

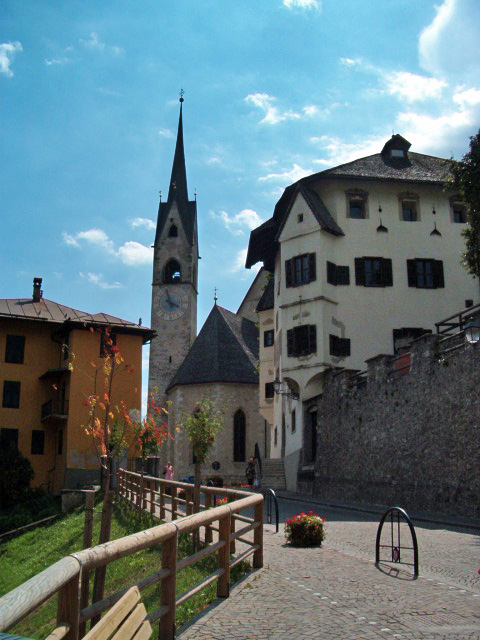
コッホ通り（Via E. Koch）から見る聖母被昇天教会の尖塔と Palazzo delle Miniere（右）

フィエーラの街の景観は、ティロル地方の昔ながらの村の典型を示している。
聖母被昇天教会
街の南西端にある聖母被昇天教会（chiesa di Santa Maria Assunta）は、ティロル地方・トレント県でも有数のゴシック建築による教会である。教会内では、1465年に製作された祭壇画彫刻（この祭壇画は、長らくトレントの Buonconsiglio 美術館に収蔵されていた）や、巨大なフレスコ画を見ることができる。フレスコ画は、鉱山業で財を成した街の有力な一族・レーマー家（Römer）をことほぐもので、レーマー家の人々が復活したキリストに礼拝するという画題が描かれている。
鉱山宮殿
聖母被昇天教会の近くには、鉱山宮殿（palazzo delle Miniere）がある。15世紀に建設され、鉱山判事(Bergrichter)によって鉱山監督や徴税の業務が行われていたこの建物は、銃眼や二連窓 (it:Bifora) 、突出部（sporgenze）などを持つ、典型的なオーストリアの様式で建てられている。その後、税務署や市庁舎など公共施設として転用され、時に改装を受けたこの建物は、2014年現在公文書館・歴史展示室・文化センターとして用いられている。
サン・マルティーノ教会
鉱山宮殿の隣にあるサン・マルティーノ教会（chiesa di San Martino）、11世紀に建てられたロマネスク様式の教会で、現在は洗礼堂として用いられている。この教会には13世紀の絵画がある。
Hotel Orsingher は、古い建築が現在も利用されている例の一つである。多くの補修や改築は受けているものの、大部分は15世紀に建てられた本来の姿が残っていると考えられている。

## 交通

### 道路
国道
- SS50  (it:Strada statale 50 del Grappa e del Passo Rolle)

## 人物

### 著名な出身者
- ジュゼッピーナ・ネグレッリ（イタリア語版） - 1809年の反ナポレオン蜂起参加者。
- アロイス（ルイジ）・ネグレッリ（イタリア語版） - 19世紀の土木技術者。スエズ運河の設計者。

ネグレッリ家は材木商として財を成した一族で、ジュゼッピーナとアロイスは姉弟である。ジュゼッピーナはカタリーナ・ランツとともにティロルの愛国主義のヒロインとして語られている。